# Tempel der Großen Glocke

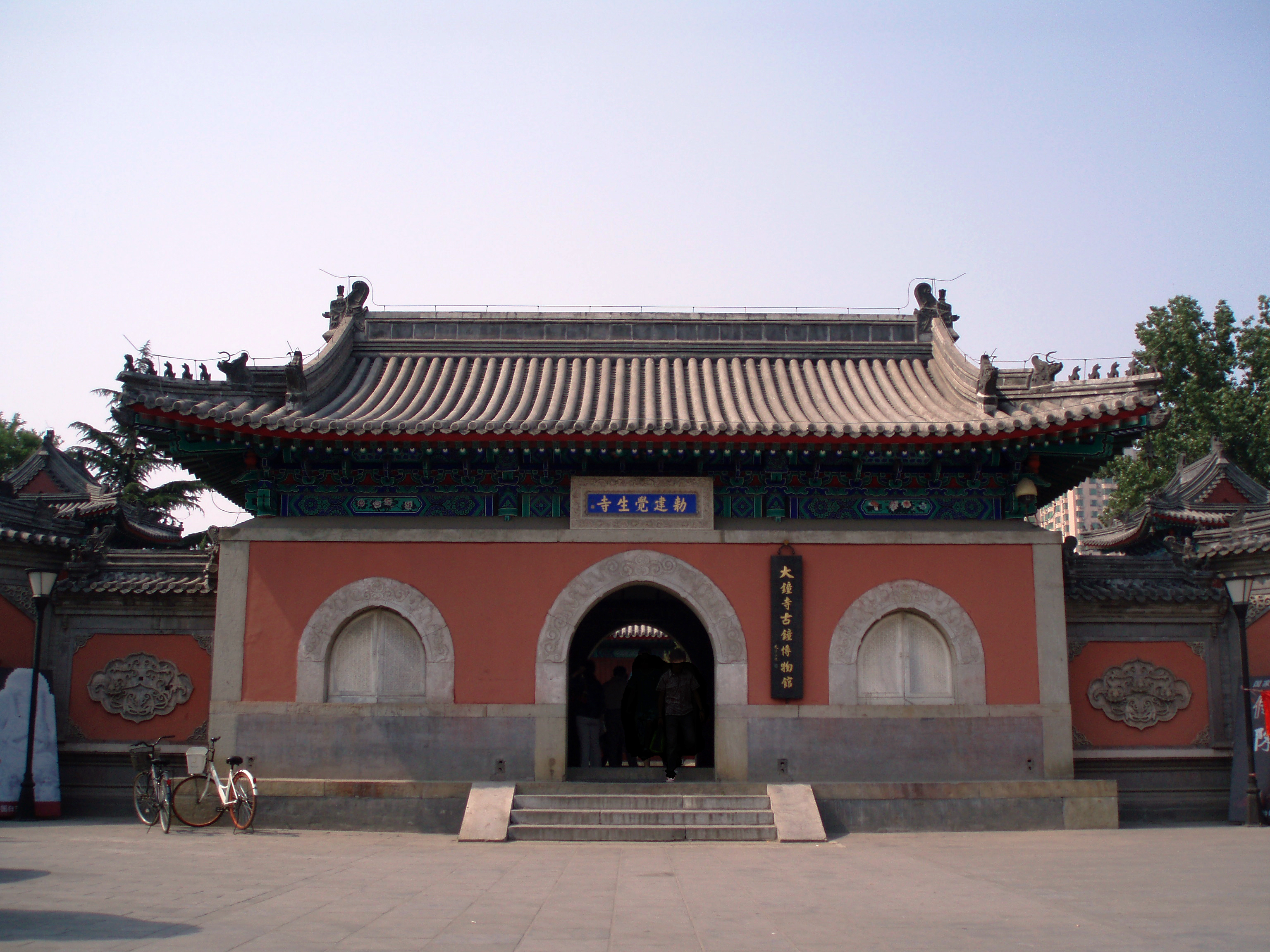
Eingang des Juesheng-Tempels bzw. Tempels der Großen Glocke

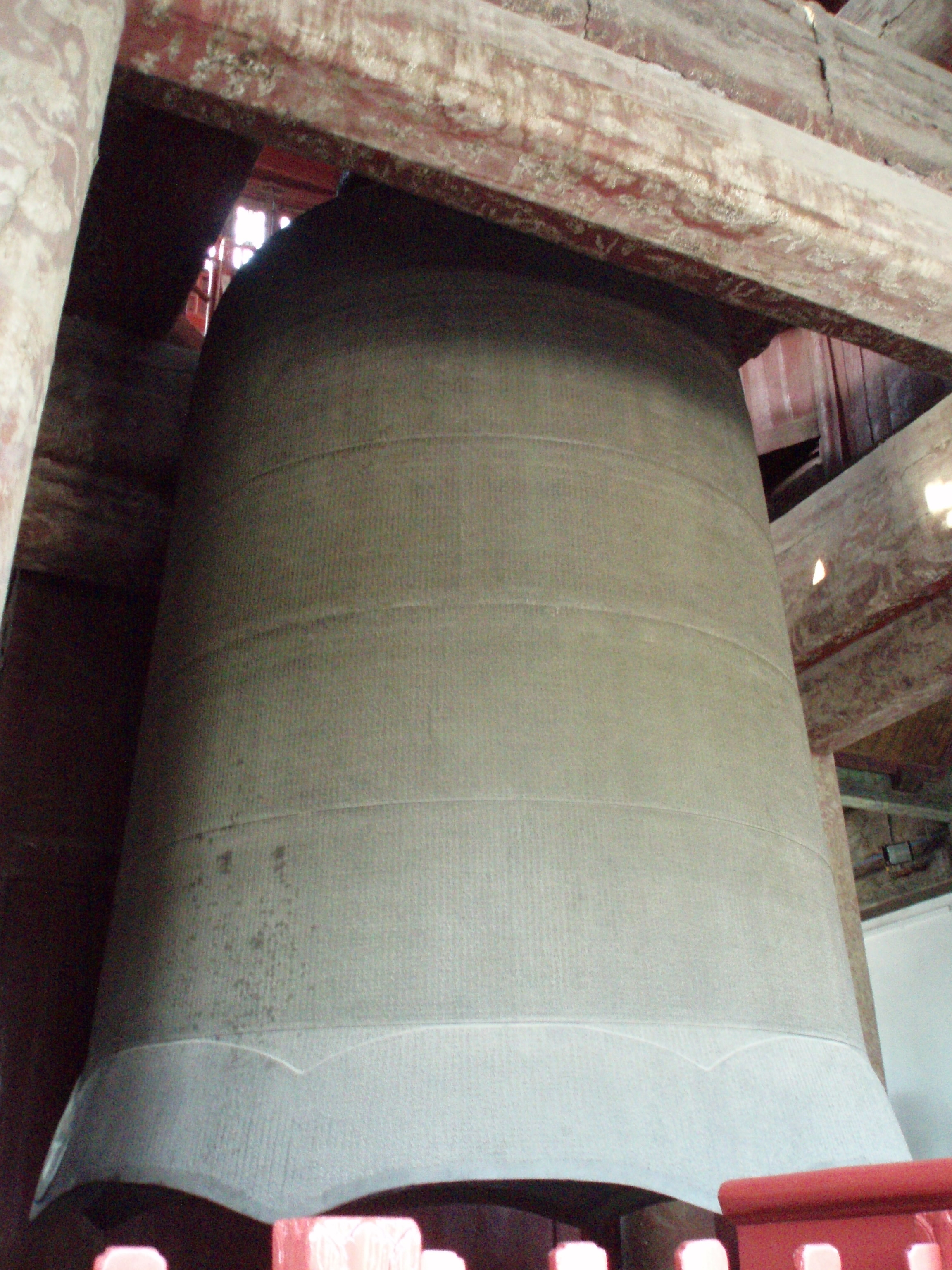
Yongle-Glocke

Der Tempel der Großen Glocke (大鐘寺 / 大钟寺,  Dàzhōng sì), der ursprünglich Juesheng-Tempel (覺生寺 / 觉生寺,  Juéshēng sì) hieß, ist ein buddhistischer Tempel auf der Straße Beisanhuan Xilu im Pekinger Stadtbezirk Haidian.

## Geschichte
Der Tempel wurde 1733 in der Yongzheng-Ära der Qing-Dynastie erbaut. Der Name des Tempels rührt von der berühmten, in der Zeit der Yongle-Ära (1403-1424) der Ming-Dynastie gegossenen klöppellosen Yongle-Glocke (Yongle dazhong) her, die heute in dem Tempel zu finden ist. Sie wiegt 46,5 Tonnen, ist 6,75 m hoch und hat einen Außendurchmesser von 3,3 m. Ursprünglich war die Glocke nach dem Avatamsaka-Sutra (chin. Huayan jing)  benannt ("Huayan-Glocke"), das sich auf ihrem Glockenkörper in erhabener Schrift gegossen befindet
Der Juesheng-Tempel steht seit 1996 auf der Liste der Denkmäler der Volksrepublik China (4-166).
In dem Tempel befindet sich seit 1985 ein Glockenmuseum (Guzhong bowuguan; engl. Ancient Bell Museum).

## Galerie

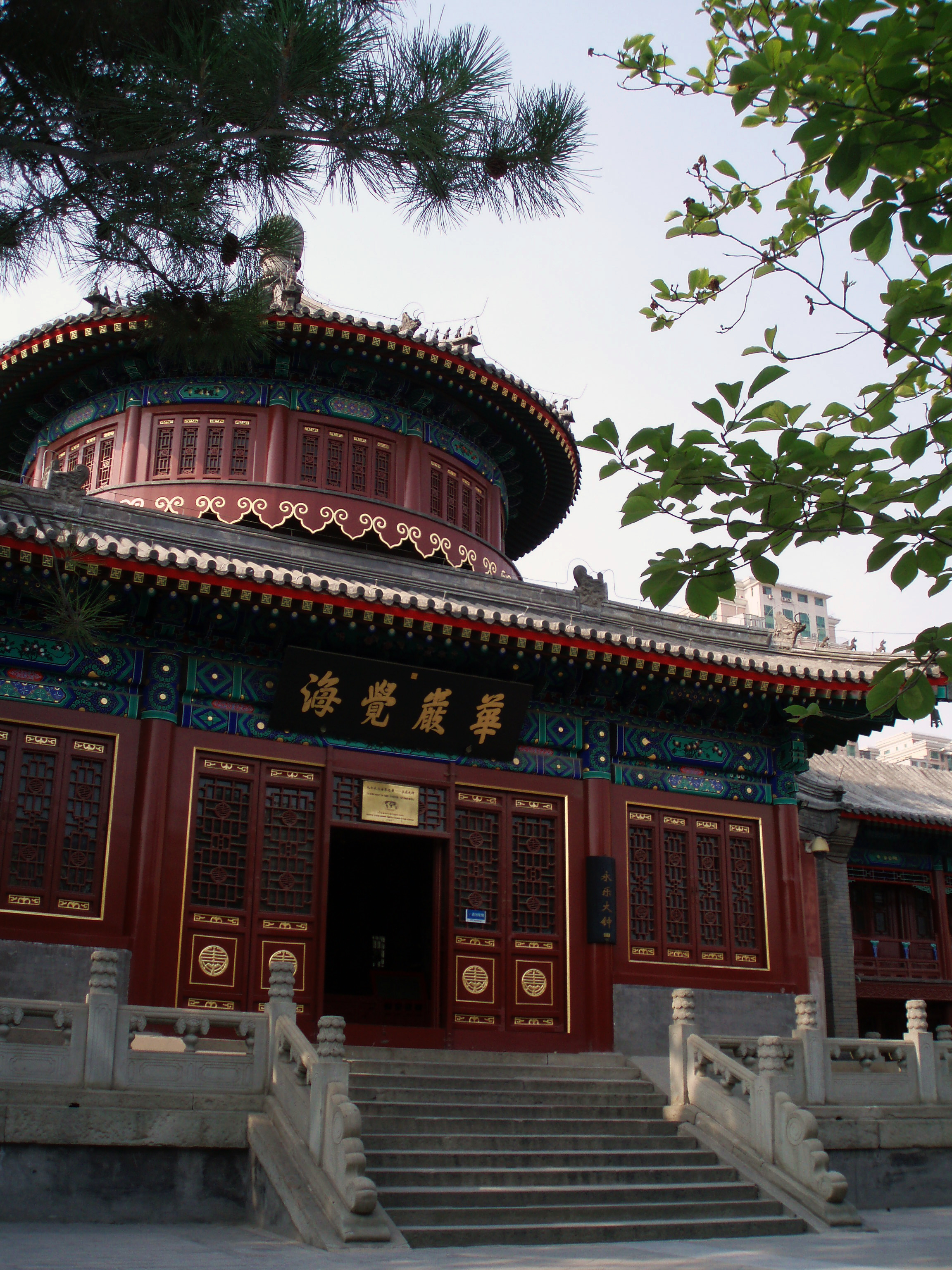
Glockenturm des Tempels
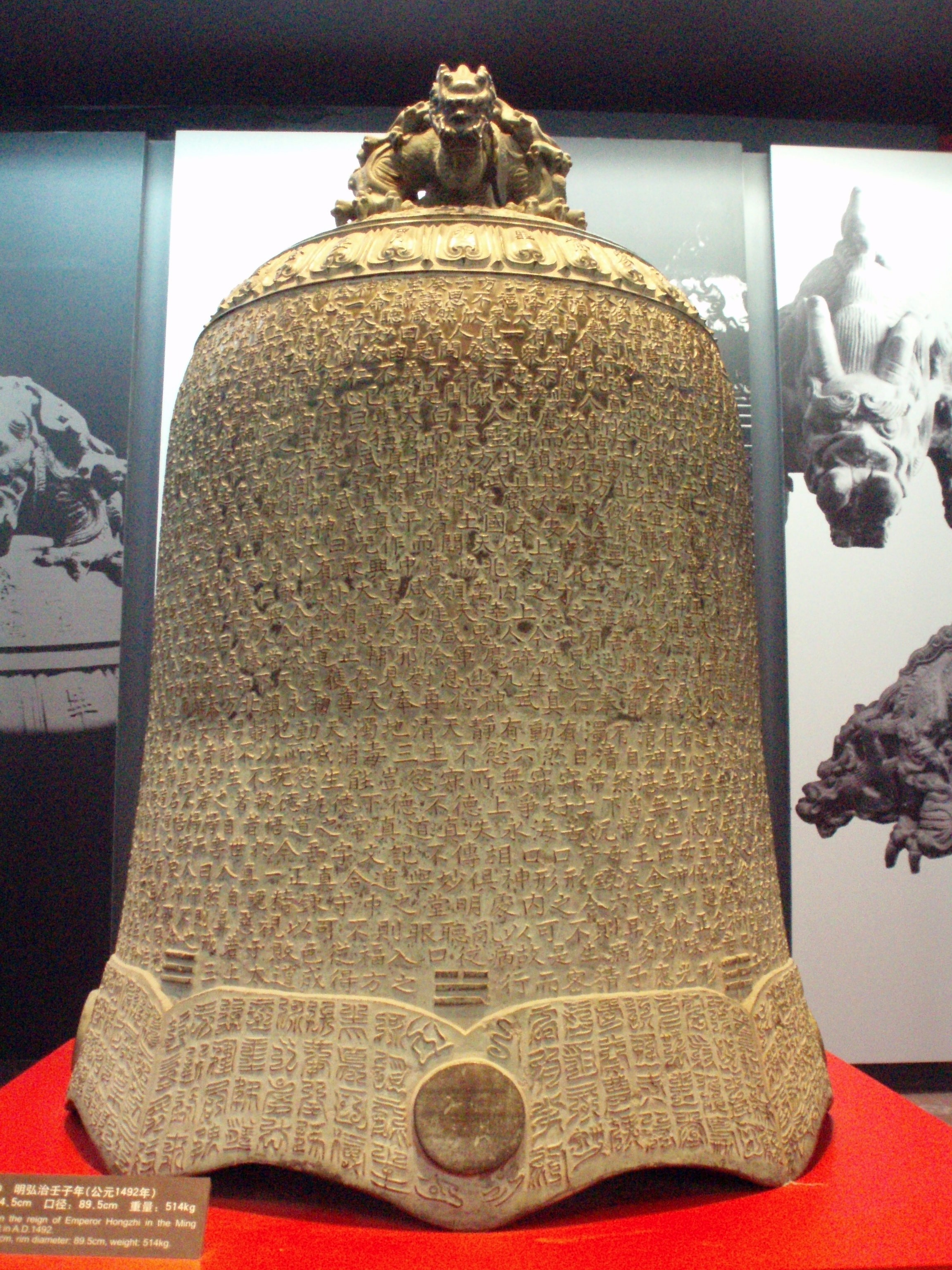
Glocke aus der Zeit der Ming-Dynastie (1492)
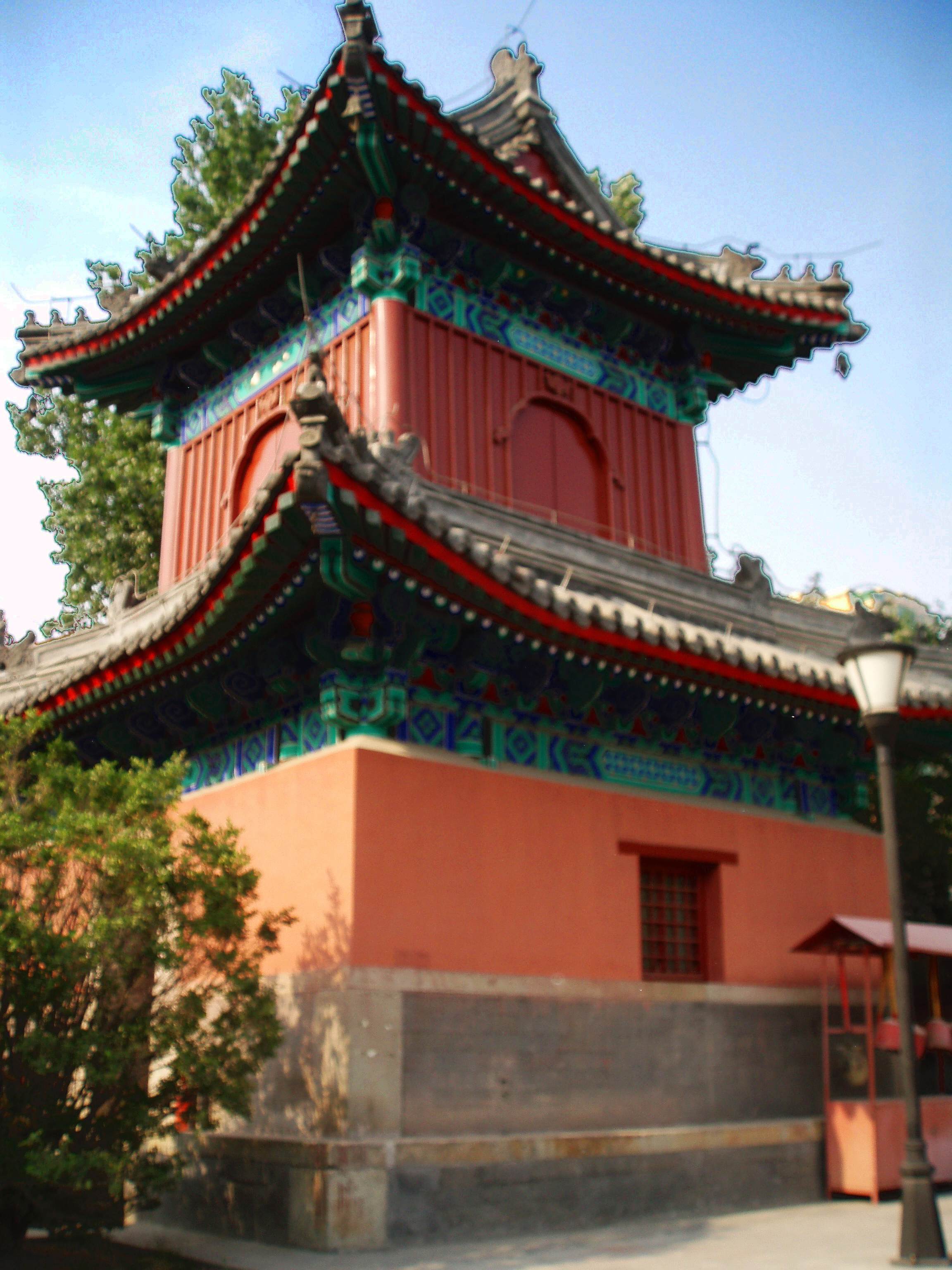
Trommelturm des Tempels
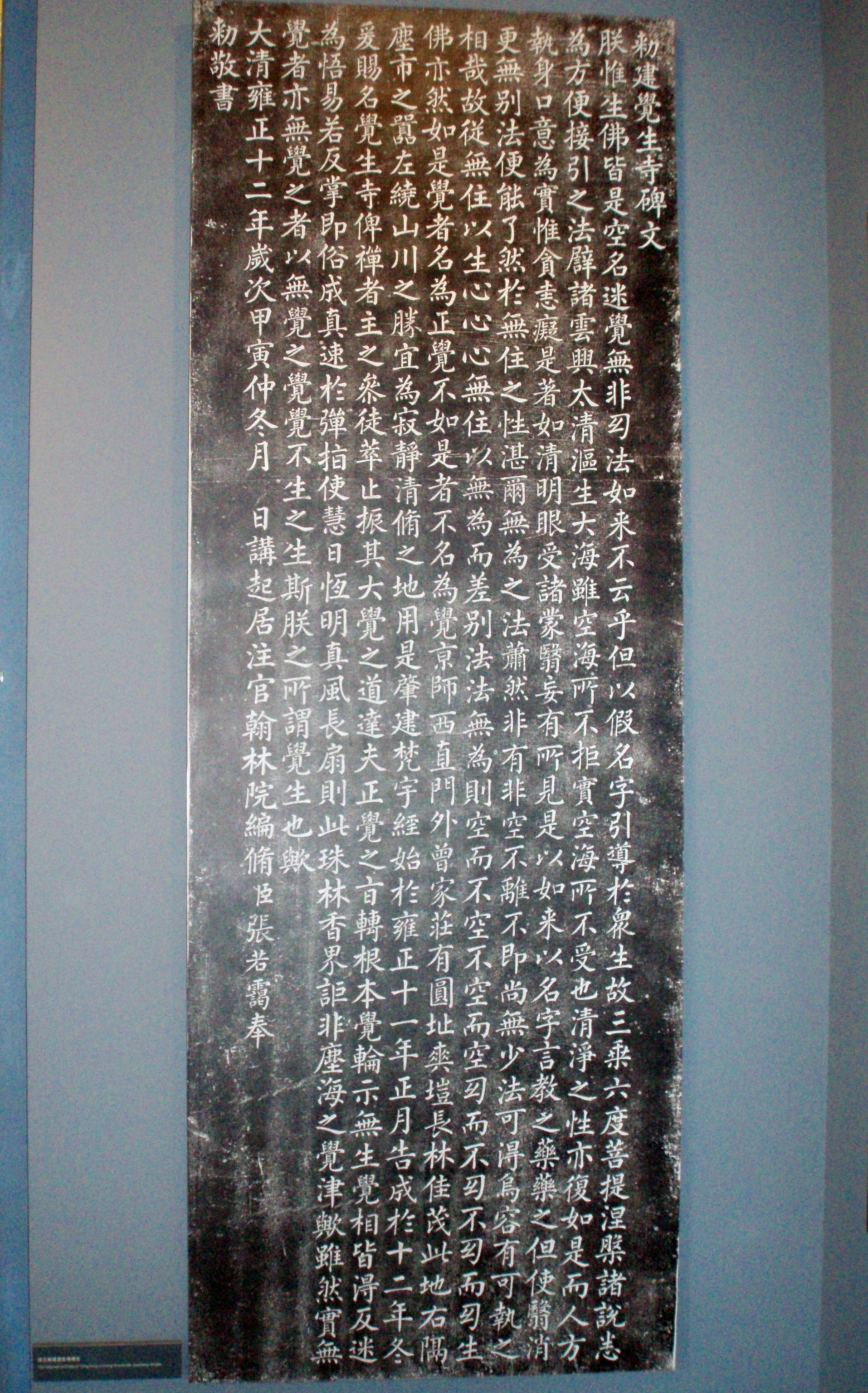
Steininschrift